# CELA1
CELA1 (англ. Chymotrypsin like elastase family member 1) – білок, який кодується однойменним геном, розташованим у людей на короткому плечі 12-ї хромосоми. Довжина поліпептидного ланцюга білка становить 258 амінокислот, а молекулярна маса — 27 798.
| 10         |  | 20         |  | 30         |  | 40         |  | 50         |
| ---------- |  | ---------- |  | ---------- |  | ---------- |  | ---------- |
| MLVLYGHSTQ |  | DLPETNARVV |  | GGTEAGRNSW |  | PSQISLQYRS |  | GGSRYHTCGG |
| TLIRQNWVMT |  | AAHCVDYQKT |  | FRVVAGDHNL |  | SQNDGTEQYV |  | SVQKIVVHPY |
| WNSDNVAAGY |  | DIALLRLAQS |  | VTLNSYVQLG |  | VLPQEGAILA |  | NNSPCYITGW |
| GKTKTNGQLA |  | QTLQQAYLPS |  | VDYAICSSSS |  | YWGSTVKNTM |  | VCAGGDGVRS |
| GCQGDSGGPL |  | HCLVNGKYSV |  | HGVTSFVSSR |  | GCNVSRKPTV |  | FTQVSAYISW |
| INNVIASN   |  |            |  |            |  |            |  |            |

A: Аланін

C: Цистеїн

D: Аспарагінова кислота

E: Глутамінова кислота

F: Фенілаланін

G: Гліцин

H: Гістидин

I: Ізолейцин

K: Лізин

L: Лейцин

M: Метіонін

N: Аспарагін

P: Пролін

Q: Глутамін

R: Аргінін

S: Серин

T: Треонін

V: Валін

W: Триптофан

Кодований геном білок за функціями належить до гідролаз, протеаз, серинових протеаз. 
Білок має сайт для зв'язування з іонами металів, іоном кальцію. 
Секретований назовні.